# Ivan Dejmal

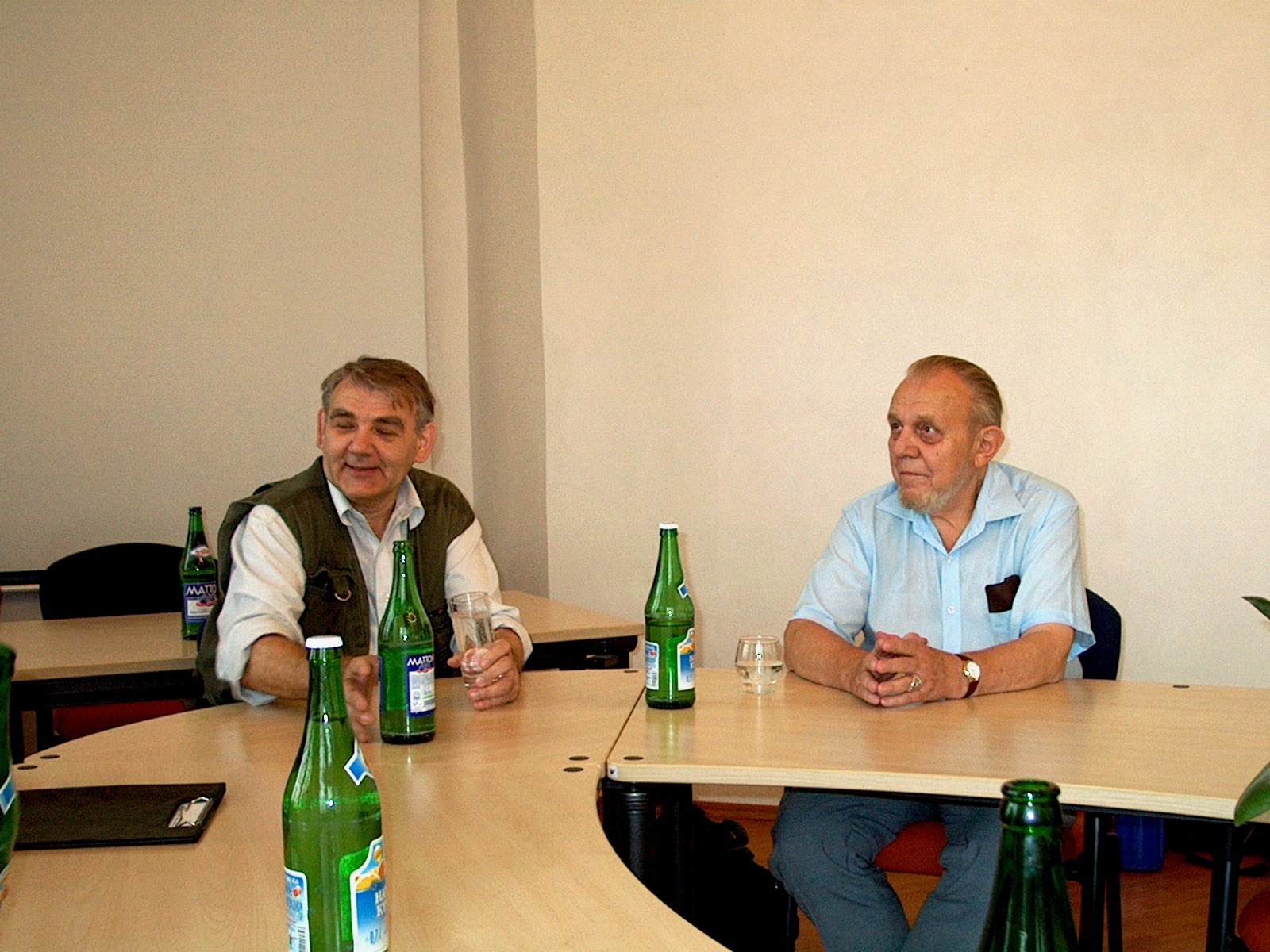
Ivan Dejmal a Erazim Kohák (2003)

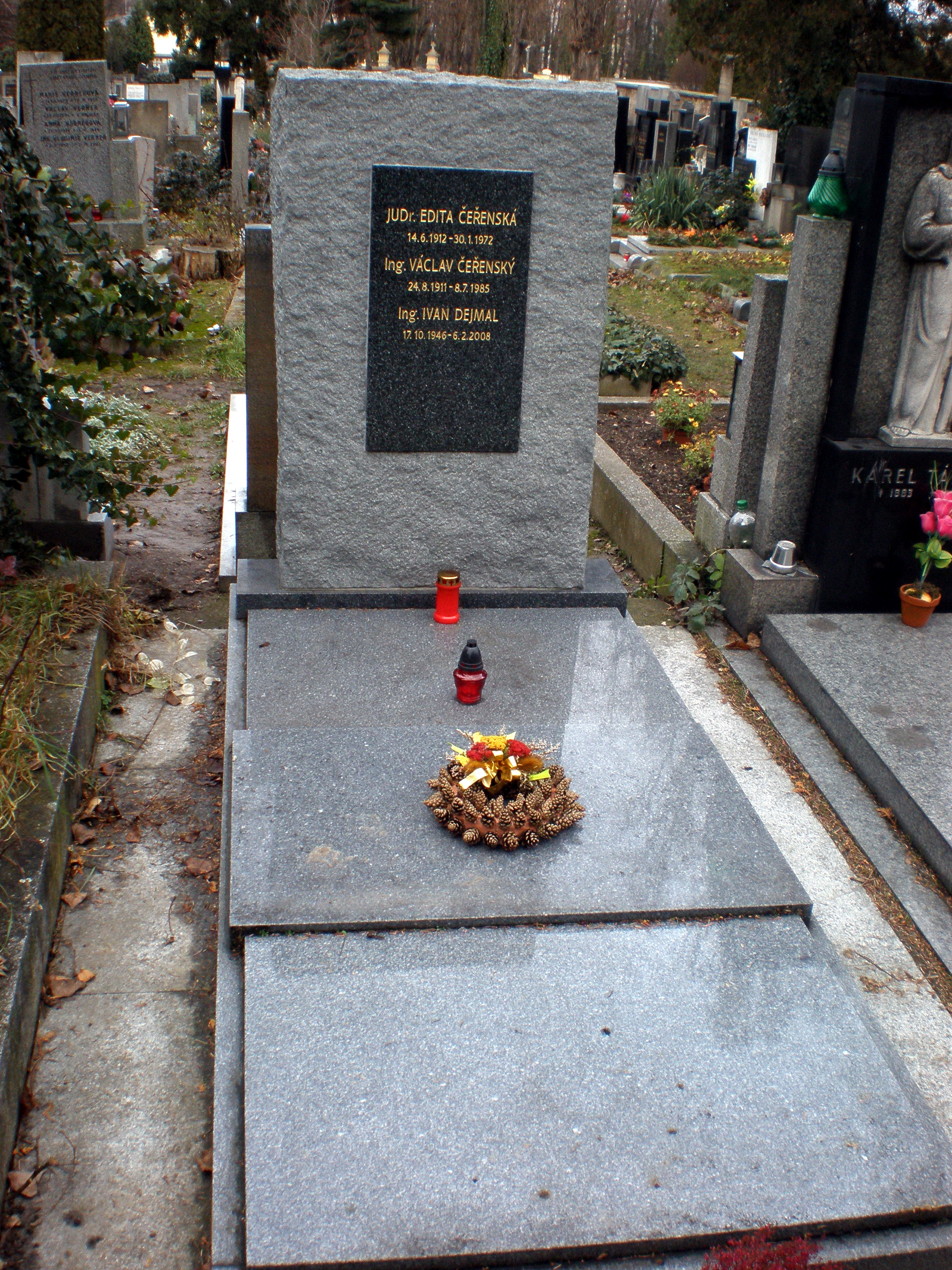
Náhrobek Ivana Dejmala na Vinohradském hřbitově v Praze

Ivan Dejmal (17. října 1946 Ústí nad Labem – 6. února 2008 Praha) byl český politik a ekologický odborník.

## Biografie
Vyučil se zahradníkem a absolvoval střední zahradnickou školu. Z Vysoké školy zemědělské v Praze, kde byl v letech 1965–1970 studentem oboru zemědělské krajinářství na Agronomické fakultě, byl v roce 1970 vyloučen po zatčení za činnost ve studentském Hnutí revoluční mládeže (spolu s Petrem Uhlem, Petruškou Šustrovou či Jaroslavem Baštou), do kterého se zapojil již před rokem 1968. V průběhu pražského jara až do zatčení v roce 1970 patřil k jeho předním aktivistům. Počátkem normalizace byl dvakrát vězněn za podvracení republiky a za politické postoje v průběhu výkonu základní vojenské služby.
V 70. a 80. letech 20. století se aktivně účastnil politické práce v opozici a v ekologickém hnutí. V roce 1976 se zúčastnil vzniku Charty 77 a následně vedl její ekologickou komisi. Od roku 1987 vydával a redigoval samizdatový časopis Ekologický bulletin. V roce 1988 se účastnil založení Hnutí za občanskou svobodu. V prosinci 1989 se účastnil založení Konfederace politických vězňů. Od listopadu 1989 do voleb v roce 1990 vedl ekologickou sekci programové komise Občanského fóra. Byl zakládajícím členem Společnosti pro trvale udržitelný život (1992).
V únoru 1990 nastoupil na Ministerstvo životního prostředí České republiky, byl rehabilitován a dokončil studium na VŠZ v Praze. Od února 1991 do července 1992 byl ministrem životního prostředí České republiky, poté pracoval v Českém ekologickém ústavu. V letech 1994–1995 byl ředitelem Českého ústavu ochrany přírody.
Od roku 1995 působil jako nezávislý projektant v oboru územního plánování a krajinářské tvorby. Podílel se na organizování výstav a konferencí Tvář naší země.
V prosinci 2007 se stal místopředsedou rady Ústavu pro studium totalitních režimů.

## Postoje
Po roce 1989 se podílel na přípravě územních limitů těžby hnědého uhlí v severních Čechách, které byly na jeho návrh vyhlášeny usnesením vlády České republiky č. 444 z roku 1991.
Kriticky vystupoval proti jaderné energetice.

## Členství
Ivan Dejmal byl členem nejprve Křesťanskodemokratické strany Václava Bendy, která se v roce 1990 vydělila z Občanského fóra. V roce 1992 přestoupil do ODA a později do Strany zelených, také předsedal občanskému sdružení Společnost pro krajinu a byl členem předsednictva Společnosti pro trvale udržitelný život, kterou společně s Josefem Vavrouškem založil.

## Ocenění
V roce 2000 mu byla za jeho činnost udělena Cena ministra životního prostředí.
In memoriam získal Ivan Dejmal 5. června 2008 Cenu Josefa Vavrouška, udělovanou Nadací Partnerství společně s Nadací Charty 77.
Poslaneckou sněmovnou Parlamentu ČR byl Ivan Dejmal in memoriam nominován k udělení medaile Za zásluhy.